# Moonmadness
Moonmadness este al patrulea album al formației britanice de rock progresiv, Camel. Lansat în 1976, Moonmadness a fost ultimul album al formației în formula originală (Lattimer, Bardens, Ferguson, Ward); basistul Ferguson a părăsit formația la începutul anului 1977. După succesul înregistrat de albumul The Snow Goose, formația a adăugat din nou piese vocale pe albumul lor.
Albumul are o temă generală, la fel ca și precedentul, dar nu urmărește o poveste ci este bazat pe personalitatea membrilor formației. Astfel, conform informațiilor de pe album, "Air Born" reprezintă pe Andrew Latimer, "Lunar Sea" pe Andy Ward, "Chord Change" pe Peter Bardens și "Another Night" pe Doug Ferguson. Coperta albumului a fost realizată de Field.
În ediția specială Pink Floyd & The Story of Prog Rock realizată de revista Q în parteneriat cu revista Mojo, albumul a ieșit pe locul 23 în lista "Cele Mai Bune 40 de Albume de Rock Cosmic". Albumul a ajuns până pe locul 15 în topurile britanice, fiind albumul cu cea mai bună clasare a formației Camel în Regatul Unit. A petrecut șase săptămâni în topuri și a primit Discul de Argint.

## Lista de melodii
Fața A
1. "Aristillus" (Andrew Latimer) – 1:56
2. "Song Within a Song" (Latimer, Peter Bardens) – 7:16
3. "Chord Change" (Latimer, Bardens) – 6:45
4. "Spirit of the Water" (Bardens) – 2:07

Fața B
1. "Another Night" (Latimer, Bardens, Andy Ward, Doug Ferguson) – 6:58
2. "Air Born" (Latimer, Bardens) – 5:02
3. "Lunar Sea" (Latimer, Bardens) – 9:11

Melodii bonus de pe versiunea remasterizată (2002)
1. "Another Night" (Single version) – 3:22
2. "Spirit of the Water" (Demo) – 2:13
3. "Song Within a Song" (Live) – 7:11
4. "Lunar Sea" (Live) – 9:51
5. "Preparation/Dunkirk" (Live) - 9:32

## Componență
- Andrew Latimer - chitară, flaut, voce la melodiile "Another Night" și "Air Born"
- Peter Bardens - claviatură, voce la melodia "Spirit of the Water"
- Doug Ferguson - chitară bas, voce la melodia "Song Within a Song"
- Andy Ward - tobe, percuție, voce la melodia "Aristillus"